# Vraignes-en-Vermandois
Vraignes-en-Vermandois település Franciaországban, Somme megyében. Lakosainak száma 132 fő (2022. január 1.). Vraignes-en-Vermandois Trefcon, Bouvincourt-en-Vermandois, Cartigny, Hancourt, Monchy-Lagache, Estrées-Mons, Pœuilly és Tertry községekkel határos.

## Népesség
A település népessége az elmúlt években az alábbi módon változott:
| Lakosok száma | 155  | 148  | 147  | 142  | 139  | 139  | 137  | 134  | 132  |
|               | 2013 | 2015 | 2016 | 2017 | 2018 | 2019 | 2020 | 2021 | 2022 |